# Emanuel Wirth

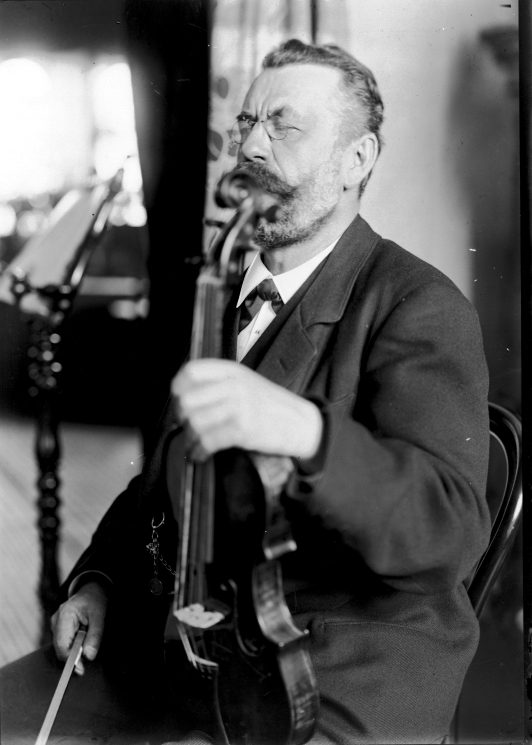
Emanuel Wirth, Fotografie von Ferdinand Schmutzer

Emanuel Wirth (* 18. Oktober 1842 in Luditz; † 5. Januar 1923 in Berlin) war ein deutscher Violinist.

## Leben
Als Assistent von Joseph Joachim an der Hochschule für Musik in Berlin war Wirth Lehrer für Violine und Bratsche. August Wilhelmj nannte ihn den besten Violin-Lehrer seiner Generation. Zu seinen Schülern zählen unter anderen Gabriele Wietrowetz, Albert Stoessel und Edmund Severn.
Daneben spielte er fast 30 Jahre lang, von 1877 bis 1906, Viola im seinerzeit sehr erfolgreichen Joachim-Quartett. Es bestand ferner aus Joseph Joachim selbst, Robert Hausmann und Heinrich de Ahna, der 1897 durch Carl Halir ersetzt wurde. Sein Sohn Joseph heiratete die jüngste Tochter des Sängers und Gesangslehrers Julius Stockhausen, Julia Wirth geb. Stockhausen (1886–1964).